# Xin Zhui

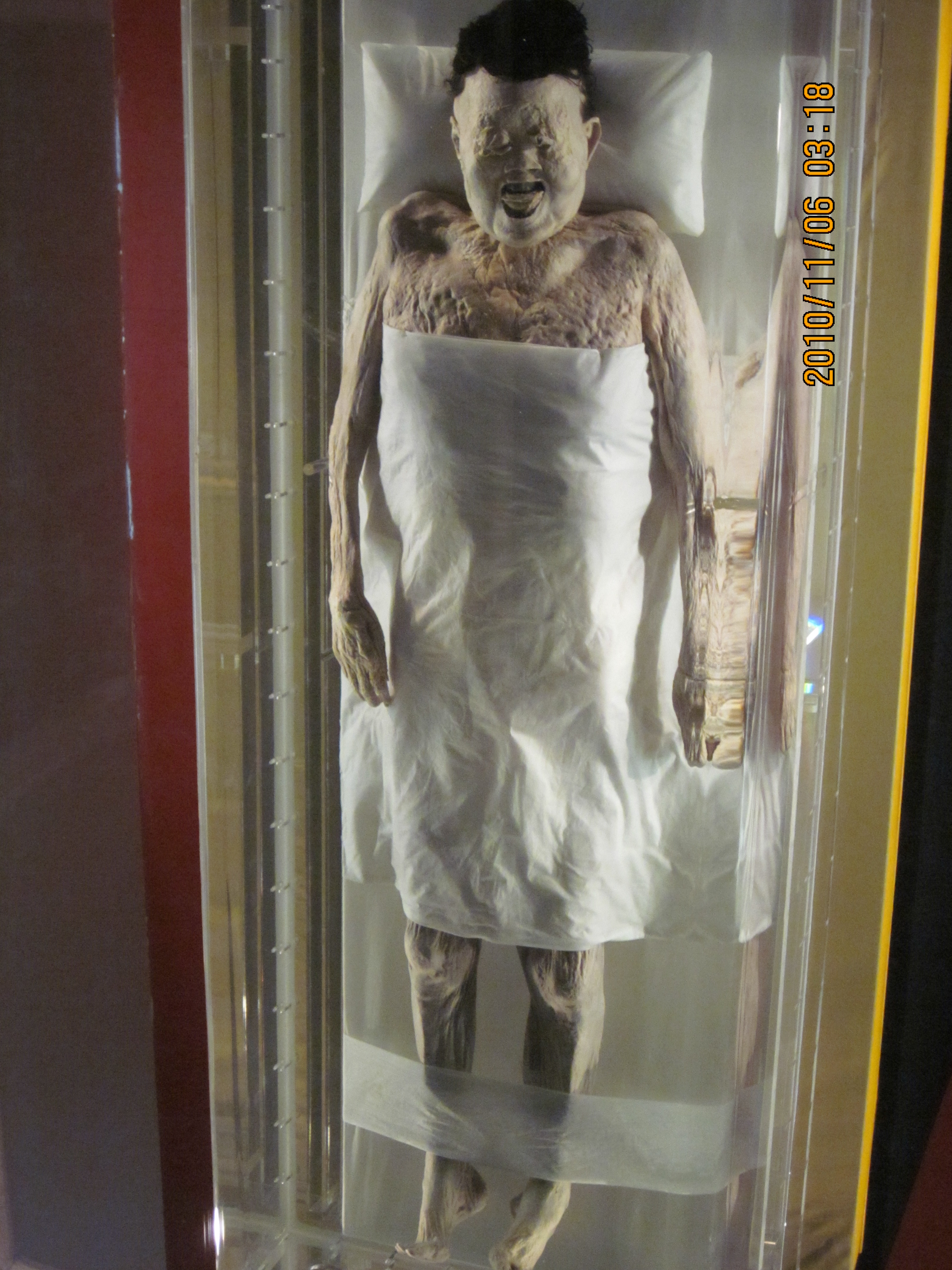
Die Mumie der Marquise von Dai, ausgestellt im Provinzmuseum Hunan

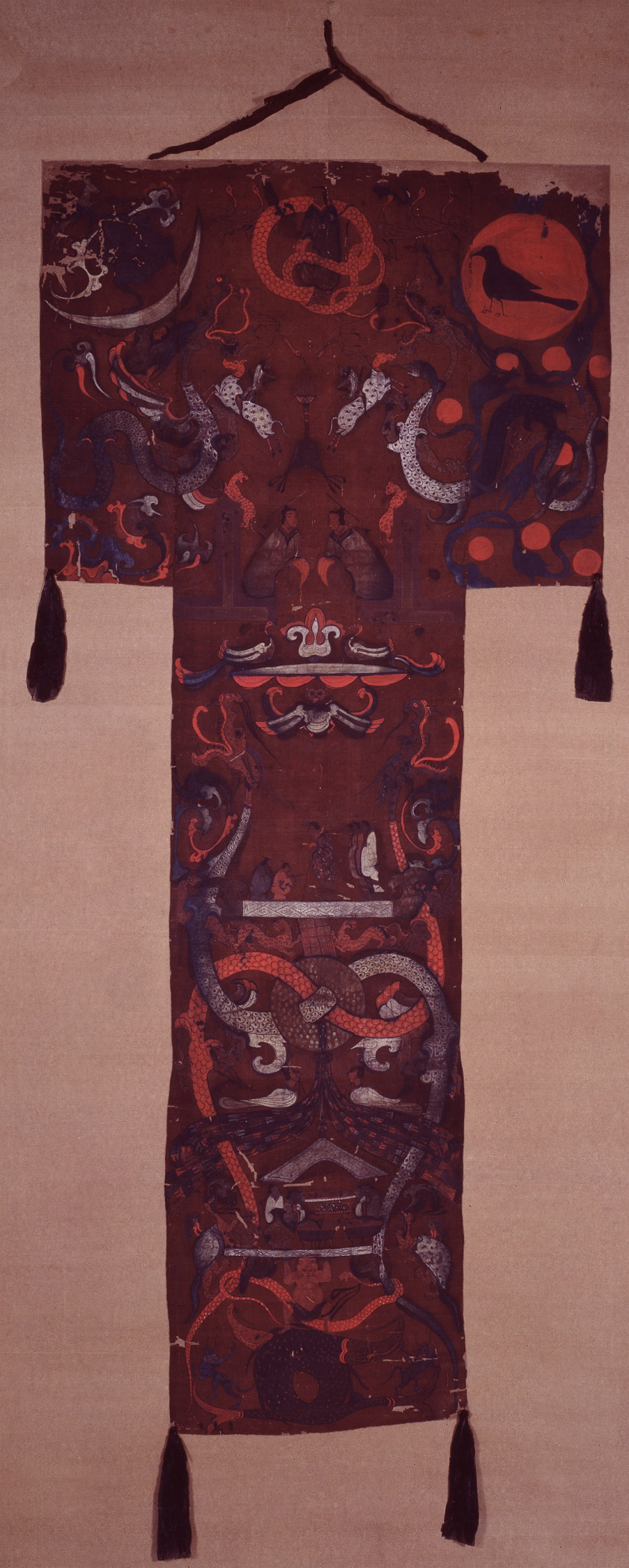
Seidendecke über dem Sarg von Xin Zhui, mit ihrer Darstellung zu Lebzeiten (in der Mitte des Langteils)

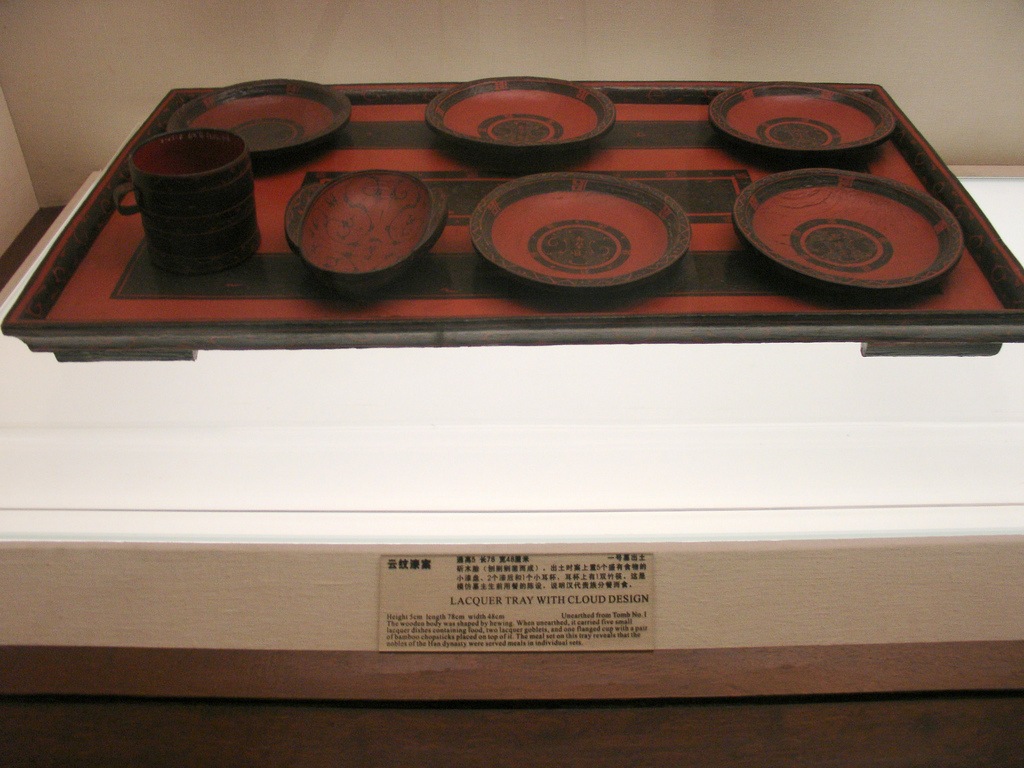
Teile des im Grab gefundenen Geschirrs

Unter dem Namen Marquise von Dai oder Lady von Dai ist die chinesische Adelige Xin Zhui (chinesisch 辛追, Pinyin Xīn Zhuī) bekannt, die während der Han-Dynastie lebte und um das Jahr 160 v. Chr. im Alter von etwa 50 Jahren starb. Ihre Mumie gilt seit der Entdeckung ihrer Grabkammer 1971 in der archäologischen Stätte Mawangdui nahe der chinesischen Stadt Changsha als eine der am besten erhaltenen weltweit.

## Leben
Xin Zhui war die Gattin von Li Cang (利蒼 / 利苍,  Lì Cāng), dem Kanzler des Staates Changsha und Marquis/Markgraf von Dai (軑侯 / 轪侯,  Dài hóu).

## Gesundheitszustand und Todesursache
Xin Zhui ernährte sich ungesund und litt an Übergewicht; sie wog ca. 75 Kilogramm bei einer Größe von etwa 154 cm. Die Obduktion ihrer Mumie ergab, dass ihre Herzkranzgefäße stark verengt waren. Zudem wurden Gallensteine und Parasiten gefunden, wie Bandwürmer im Darm und Peitschenwürmer. Röntgenaufnahmen zeigen einen Bandscheibenvorfall an der Lendenwirbelsäule, weshalb Xin Zhui Bewegungsprobleme gehabt haben dürfte (auf einer über ihren Sarg gebreiteten Seidendecke ist sie mit einem Krückstock dargestellt).
Kurz vor ihrem Tod aß Xin Zhui schwer verdauliche Nahrung, woraufhin sich nach einigen Stunden Gallensteine lösten. Einer davon blieb in der Öffnung des Gallengangs stecken und verursachte akute, heftige Schmerzen, was in Verbindung mit der bestehenden Kreislaufbelastung durch das Übergewicht und dem schon geschwächten Herzen zum Tode führte.

## Grab und Mumie
Xin Zhuis Grab wurde 1971 von Pionieren der Volksbefreiungsarmee der Volksrepublik China in der archäologischen Stätte Mawangdui nahe der chinesischen Stadt Changsha entdeckt. Das Grab hat die Form einer auf dem Kopf stehenden Pyramide. Die eigentliche Grabkammer liegt 12 Meter unter der Erdoberfläche, sie wurde mit 5 Tonnen Holzkohle und einer einen Meter dicken Schicht Tonerde umgeben. Ein 15 Meter hoher Erdhügel bildete den oberen Abschluss des Grabes.
In dem Grab wurden mehr als 1000 Gegenstände gefunden, mehr als zwei Drittel dienten Xin Zhuis leiblichem Wohl. In dreißig Bambuskörben wurden Nahrungsvorräte aufbewahrt. Es wurden auch Rezepte gefunden, die auf Xin Zhuis Lieblingsspeisen hinweisen. Für die Mahlzeiten standen große Mengen an Geschirr zur Verfügung. Kleine Figuren sollten Diener darstellen.
Xin Zhui wurde in Seide eingewickelt, in vier lackierte Särge gelegt und von einer Holzverschalung umgeben. Somit war die Leiche vor Luft und Bakterien geschützt. Der innerste Sarg war mit 80 Litern einer unbekannten Flüssigkeit gefüllt, die ebenfalls der Zersetzung entgegengewirkt haben könnte. Die Lackierung der Holzsärge verhinderte das Eindringen von Wasser.
Bei einer Obduktion von Xin Zhui wurde Blut in den Adern gefunden, und die inneren Organe waren in einem Zustand, wie er sonst nur bei kürzlich Verstorbenen vorliegt. Ihre Gelenke waren beweglich und die Haut elastisch.

## Öffentlichkeit
Xin Zhuis Mumie und Gegenstände aus ihrem Grab sind im Provinzmuseum Hunan ausgestellt.
Die Geschichte des Fundes und der Untersuchungen der Mumie der „Lady von Dai“ wurden im Jahr 2004 vom Neuseeländer Steven R. Talley in dem Dokumentarfilm Das Rätsel um Lady Dai aufbereitet.